# ناحیه مزوتور
ناحیهٔ مزوتور (به مجاری: Mezőtúri járás) یک ناحیه در مجارستان است که در یاس-نادی‌کون-سولنوک واقع شده‌است. ناحیهٔ مزوتور ۷۲۵٫۷۴ کیلومتر مربع مساحت و ۲۸٬۱۹۱ نفر جمعیت دارد.